# Túnel Baytown - La Porte
El Túnel Baytown - La Porte (en inglés: Baytown – La Porte Tunnel ) era un túnel de dos carriles para vehículos que conectaba Baytown y La Porte, dos suburbios de Houston, Texas, en Estados Unidos.

## Historia
Terminado en 1953 pasaba al noreste-suroeste por debajo del Canal de Navegación de Houston y tenía una longitud de 4.110 pies (1.250 m). Fue cerrado al tráfico de vehículos en el año 1995 con la apertura del puente de Fred Hartman, y posteriormente demolido a partir de 1997 a fin de que el Cuerpo de Ingenieros del Ejército estadounidense profundizara el canal en 1998. 